# Église Saint-Étienne d'Assise
L'église Saint-Étienne (italien : chiesa di Santo Stefano) est une église médiévale située à Assise (Ombrie) dans le centre de l'Italie.

## Architecture
Le bâtiment, de style roman, a probablement été érigé  dès le milieu du XIe siècle, bien que la plupart des sources le datent du milieu du XIIe siècle. La première mention le concernant  l'église remonte à 1229, et  en 1275 elle avait été élevée au statut d'église paroissiale.

### Extérieur
L'architecture, très ancienne, est typiquement ombrienne rustique et se caractérise par des lignes simples. Comme d'autres églises de la ville, la façade et les murs ont été laissés pour la plupart sans décoration. Une petite niche a été ajoutée à la façade au début du XIVe siècle et contenait autrefois une fresque d'anges. Le portail d'origine avait, une forme arrondie, maintenant l'arc est de forme ogivale. Il y a un petit clocher à l'arrière de l'église.

### Intérieur
L'intérieur, qui a conservé une grande partie de l'aspect médiéval d'origine, a une seule nef avec des arcs gothiques, de petites fenêtres et un plafond en bois. L'église conserve les restes de deux fresques. L'un, d'un peintre giottesque, représente la Madone avec les saints François et Étienne, et l'autre est une scène de crucifixion.

## Légende franciscaine
Selon une tradition franciscaine, les cloches de l'ancienne église se sont mises à sonner d'elles-mêmes au moment de la mort de saint François, survenue à l'heure des vêpres le 3 octobre 1226.